# Waalse Pijl 1979
De 43e editie van de Waalse Pijl werd gehouden op dinsdag 10 april 1979. In Esneux was de start van het  parcours over een lengte van 248 kilometer. De finish lag in Marcinelle, vlak bij Charleroi. Aan het vertrek verschenen 188 renners, van wie 61 de eindstreep bereikten.
De Fransman Bernard Hinault demarreerde op vijfhonderd meter van de finish. Daarmee verraste Hinault, de Tourwinnaar van 1978, zijn twee medevluchters Giuseppe Saronni en Bernt Johansson op de helling richting de aankomst. Vanuit derde positie sprintte hij naar de overwinning.

## Uitslag
| Waalse Pijl 1979 |                  |                            |          |
| Plaats           | Naam             | Ploeg                      | Tijd     |
| Winnaar          | Bernard Hinault  | Renault-Gitane             | 6u14'00" |
| 2                | Giuseppe Saronni | Scic-Bottecchia            | z.t.     |
| 3                | Bernt Johansson  | Magniflex-Famcucine        | z.t.     |
| 4                | Marc Demeyer     | Flandria-Ca Va Seul-Sunair | + 17"    |
| 5                | Fons De Wolf     | Boule d'Or-Lano-Colnago    | z.t.     |
| 6                | Marc Renier      | KAS-Campagnolo             | z.t.     |
| 7                | Joop Zoetemelk   | Miko-Mercier-Vivagel       | z.t.     |
| 8                | René Bittinger   | Flandria-Ca Va Seul-Sunair | z.t.     |
| 9                | Hennie Kuiper    | Peugeot-Esso-Michelin      | z.t.     |
| 10               | Willy Teirlinck  | KAS-Campagnolo             | z.t.     |

1936 · 1937 · 1938 · 1939 · 1940 · 1941 · 1942 · 1943 · 1944 · 1945 · 1946 · 1947 · 1948 · 1949 · 1950 · 1951 · 1952 · 1953 · 1954 · 1955 · 1956 · 1957 · 1958 · 1959 · 1960 · 1961 · 1962 · 1963 · 1964 · 1965 · 1966 · 1967 · 1968 · 1969 · 1970 · 1971 · 1972 · 1973 · 1974 · 1975 · 1976 · 1977 · 1978 · 1979 · 1980 · 1981 · 1982 · 1983 · 1984 · 1985 · 1986 · 1987 · 1988 · 1989 · 1990 · 1991 · 1992 · 1993 · 1994 · 1995 · 1996 · 1997 · 1998 · 1999 · 2000 · 2001 · 2002 · 2003 · 2004 · 2005 · 2006 · 2007 · 2008 · 2009 · 2010 · 2011 · 2012 · 2013 · 2014 · 2015 · 2016 · 2017 · 2018 · 2019 · 2020 · 2021 · 2022 · 2023 · 2024
Lijst van beklimmingen